# Хоанг Ван Хоан
Хоанг Ван Хоан (вьет. Hoàng Văn Hoan; 1 января 1905, деревня Кинь Дой, провинция Нгеан, Французский Индокитай — 18 мая 1991, Пекин, КНР) — вьетнамский коммунистический политик, один из основателей коммунистического движения в Индокитае. Личный друг Хо Ши Мина, в 1956—1976 член Политбюро ЦК Партии трудящихся Вьетнама, в 1958—1979 заместитель председателя Национального собрания Вьетнама. Придерживался прокитайской политической ориентации. В 1979 бежал в КНР, публично выступал с резкой критикой Ле Зуана и его окружения. В СРВ обвинён в государственной измене и заочно приговорён к смертной казни. После начала вьетнамских реформ фактически реабилитирован.

## Сподвижник Хо Ши Мина
Родился в бедной семье крестьян конфуцианского исповедания. При рождении получил имя Хоанг Нгок Ань. С 19 лет участвовал в антиколониальных выступлениях и подпольных организациях. В 1926 году вступил в подпольную молодёжную группу, созданную земляком-нгеанцем Хо Ши Мином. Группа базировалась Гуанчжоу. Длительное пребывание в Китае способствовало восприятию китайской культуры и политической ориентации. В подполье Хоан Нгок Ань проникся коммунистическими взглядами. Принял псевдоним Хоанг Ван Хоан, ставший личным именем.
Хоанг Ван Хоан выступил одним из учредителей Коммунистической партии Индокитая. В 1934 перебрался в Таиланд и вошёл в состав временного ЦК Компартии Сиама. Вернувшись во Вьетнам, в 1941 принял участие в создании национального-освободительной лиги Вьетминь. Был личным другом Хо Ши Мина, тесно сотрудничал с Фам Ван Донгом и Во Нгуен Зиапом.

## Партийно-государственный деятель
В 1945 году, при учреждении ДРВ, Хоанг Ван Хоан состоял в руководстве Вьетминя, возглавлял политическое управление министерства обороны. Курировал связи с Компартией Китая. В 1950—1957 — северовьетнамский посол в КНР, КНДР и МНР. С 1956 — член высшего партийного руководства — Политбюро ЦК Партии трудящихся Вьетнама (ПТВ; с 1976 — Коммунистическая партия Вьетнама. 
В 1958 Хоанг Ван Хоан утверждён заместителем председателя Национального собрания ДРВ. Был депутатом семи созывов, генеральным секретарём Постоянного комитета, заместителем председателя Законодательной комиссии Национального собрания, заведовал международным и юридическим отделами ЦК. С января по июнь 1961 занимал пост секретаря Ханойского комитета ПТВ. В 1965 Хоанг Ван Хоан в составе государственной делегации ДРВ посетил Москву.
Хоанг Ван Хоан полностью поддерживал Хо Ши Мина, был активным проводником жёсткого коммунистического курса, в том числе в годы Индокитайской и Вьетнамской войн. Но он не принадлежал к высшему руководству ПТВ, не являлся секретарём ЦК, не имел собственной аппаратной опоры. Положение Хоанг Ван Хоана в значительной степени основывалось на личной дружбе с Хо Ши Мином. Кроме того, его влияние зависело от вьетнамо-китайских отношений: повышалось при сближении ДРВ с КНР, снижалось при отдалении. В советско-китайском конфликте Хоанг Ван Хоан однозначно занимал сторону Пекина против Москвы. Вёл переговоры с КНР об экономической помощи, согласовывал позиции в общей индокитайской политике. В его коммунистической доктрине явно просматривался маоистский уклон.
Смерть Хо Ши Мина в 1969 резко подорвала позиции Хоанг Ван Хоана в партийном руководстве. Преемник Хо Ши Мина первый секретарь ЦК ПТВ Ле Зуан ориентировался на СССР и видел в Китае угрозу. Во второй половине 1970-х конфронтация стала принимать жёсткие силовые формы: китайский захват Парасельских островов, пограничная война Вьетнама с полпотовской Кампучией. В 1976 — при послевоенном объединении Вьетнама, создании СРВ, преобразовании ПТВ в КПВ — Хоанг Ван Хоан был выведен из Политбюро.

## Побег и разоблачения
В феврале-марте 1979 конфликт между СРВ и КНР вылился в Тридцатидневную войну. Над 74-летним Хоанг Ван Хоаном с его прокитайской репутацией нависла угроза репрессий. Не дожидаясь ареста, он решил бежать. Выехав в ГДР на лечение, он перебрался в Пакистан, в Карачи явился в китайское консульство и был вывезен в Пекин. Хоанг Ван Хоан стал первым крупным политиком КПВ, который решился открыто порвать с режимом. Давние связи Хоанг Ван Хоана в Пекине гарантировали ему защиту и поддержку руководства КНР.
8 июля 1979 орган ЦК КПК Жэньминь жибао опубликовал статью Хоанг Ван Хоана с резкой критикой «клики Ле Зуана». Хоанг Ван Хоан обвинял руководство КПВ в том, что оно «продало Советскому Союзу независимость Вьетнама», осуждал вьетнамскую оккупацию Кампучии и установление контроля над Лаосом. Политику руководства КПВ в отношении китайского национального меньшинства Хоанг Ван Хоан сравнил с гитлеровским геноцидом евреев. В 1982 Хоанг Ван Хоан сообщил, что вьетнамские власти организовали производство наркотиков для получения иностранной валюты.
Руководство КПВ приняло специальное решение по «осуждению Хоанг Ван Хоана, бежавшего в Китай». Он был снят с поста в Национальном собрании, исключён из партии, обвинён в государственной измене и заочно приговорён к смертной казни. Давлению и преследованиям подверглись члены его семьи, жители его родной деревни Кинь Дой — от них добивались публичного осуждения родственника и земляка. Побег Хоанг Ван Хоана рассматривается как одна из причин очередной «партийной чистки» во Вьетнаме начала 1980-х. Сам Хоанг Ван Хоан говорил о 300 тысячах подвергнутых «чистке», но эта цифра считается преувеличенной.

## Пересмотр оценок
В конце 1980-х, после смерти Ле Зуана, во Вьетнаме начались экономические реформы. Отношения СРВ с КНР постепенно нормализовались. Изменилось и отношение вьетнамских властей к Хоанг Ван Хоану. Многие его политические оценки были признаны адекватными. Вьетнамские диссиденты приводили «казус Хоанг Ван Хоана» как пример политических зигзагов КПВ.
Последние двенадцать лет жизни Хоанг Ван Хоан провёл в Пекине. Внимание ему оказывали высшие руководители КНР. Дэн Сяопин, Цзян Цзэминь, Ли Пэн считали его большим другом китайского народа. Хоанг Ван Хоану была успешно сделана сложная хирургическая операция, выделено денежное содержание, предоставлены дом, офис, автомашина, охрана, секретарша. В апреле 1990, незадолго до кончины, Хоанг Ван Хоана посетили жена, дети и внуки. Четыре месяца он общался с семьёй. Сын Хоанг Ван Хоана Хоанг Нат Тань — известный вьетнамский историк и переводчик — после пребывания в Китае занимался «восстановлением вьетнамо-китайской дружбы», налаживал контакты между Ханоем и Пекином.
По характеру Хоанг Ван Хоан был человеком сдержанным и закрытым, от публичности старался воздерживаться. Свои воззрения он изложил в мемуарах Giọt nước trong biển cả — Капля в океане. Воспоминания революционера, опубликованных в 1988. Книга выдержана в духе маоизма и идейно-политических установок Дэн Сяопина. Автор отказывался говорить о структурных сходствах реформ в КНР, перестройки в СССР и «Обновления» в СРВ, но указывал на различия и явно отдавал предпочтение китайскому варианту.
Хоанг Ван Хоан скончался в Пекине в возрасте 86 лет. Похоронен на престижном «кладбище революционеров» Бабаошань. В траурной книге расписались руководители КНР. Официальных представителей СРВ на церемонии не было. В 2009 прах Хоанг Ван Хоана, согласно его завещанию, был частично развеян над Красной рекой. Третья часть праха доставлена в Кинь Дой.